# Chioșcul maur

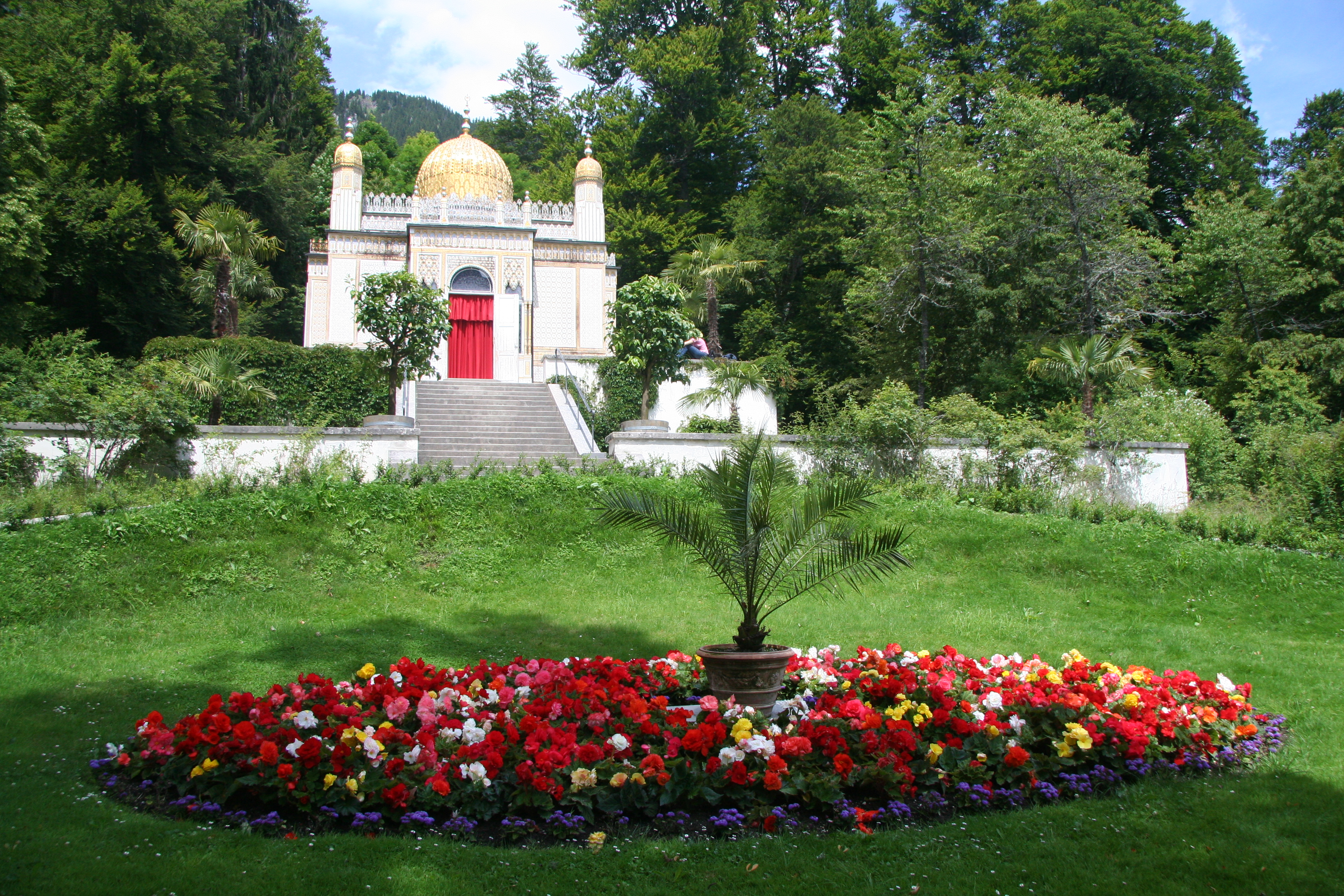
Vedere frontală a Chioşcului maur

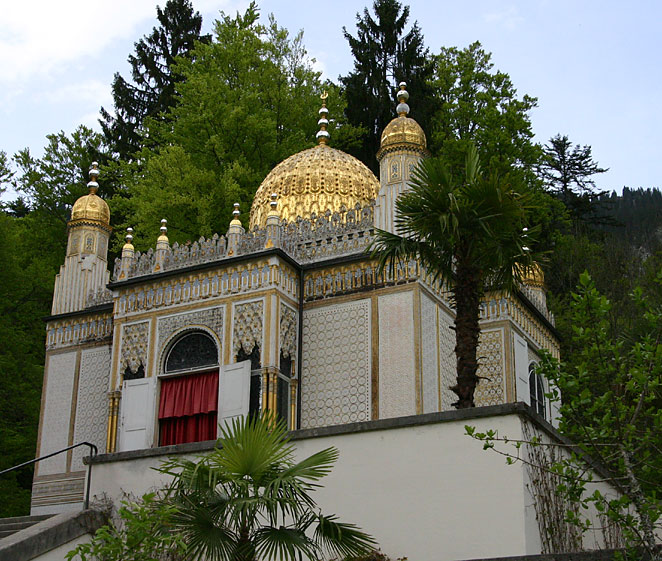
Chioşcul maur

Chioșcul maur (în germană Maurischer Kiosk) este un pavilion aflat în parcul castelului Liderhof.

## Istoric
Chioșcul a fost proiectat de arhitectul Carl von Diebitsch și prezentat inițial la Expoziția Universală din 1867 de la Paris, ca parte oficială a standului Prusiei. După încheierea expoziției, antreprenorul de cale ferată Betel Henry Strousberg a amplasat chioșcul în parcul său din Sbirow (Boemia).
După falimentul lui Strousberg, chioșcul a fost achiziționat la comanda regelui Ludovic al II-lea al Bavariei pentru a fi amplasat în parcul castelului Linderhof. Clădirea a fost așezată lângă grota lui Venus construită în același timp, pe o fundație din cărămidă, în mijlocul acoperișului fiind ridicată o cupolă aurită, precum și patru turnuri aurite în formă de minarete în cele patru colțuri.
Structura metalică a chioșcului a fost turnată în turnătoria Kunst- und Glockengießerei Lauchhammer.
Regelui i s-a părut că interiorul clădirii era prea simplu și a ordonat să se adauge corpuri noi de iluminat, o fântână de marmură și un tron luxos cu pene de păun executat la Paris, care a fost așezat într-o nișă adăugată ulterior chioșcului.
La sfârșitul anului 1877, construcția și amenajarea Chioșcului maur au fost finalizate, iar arhitectului peisagist Carl von Effner i s-a comandat să proiecteze parcul înconjurător.

## Imagini

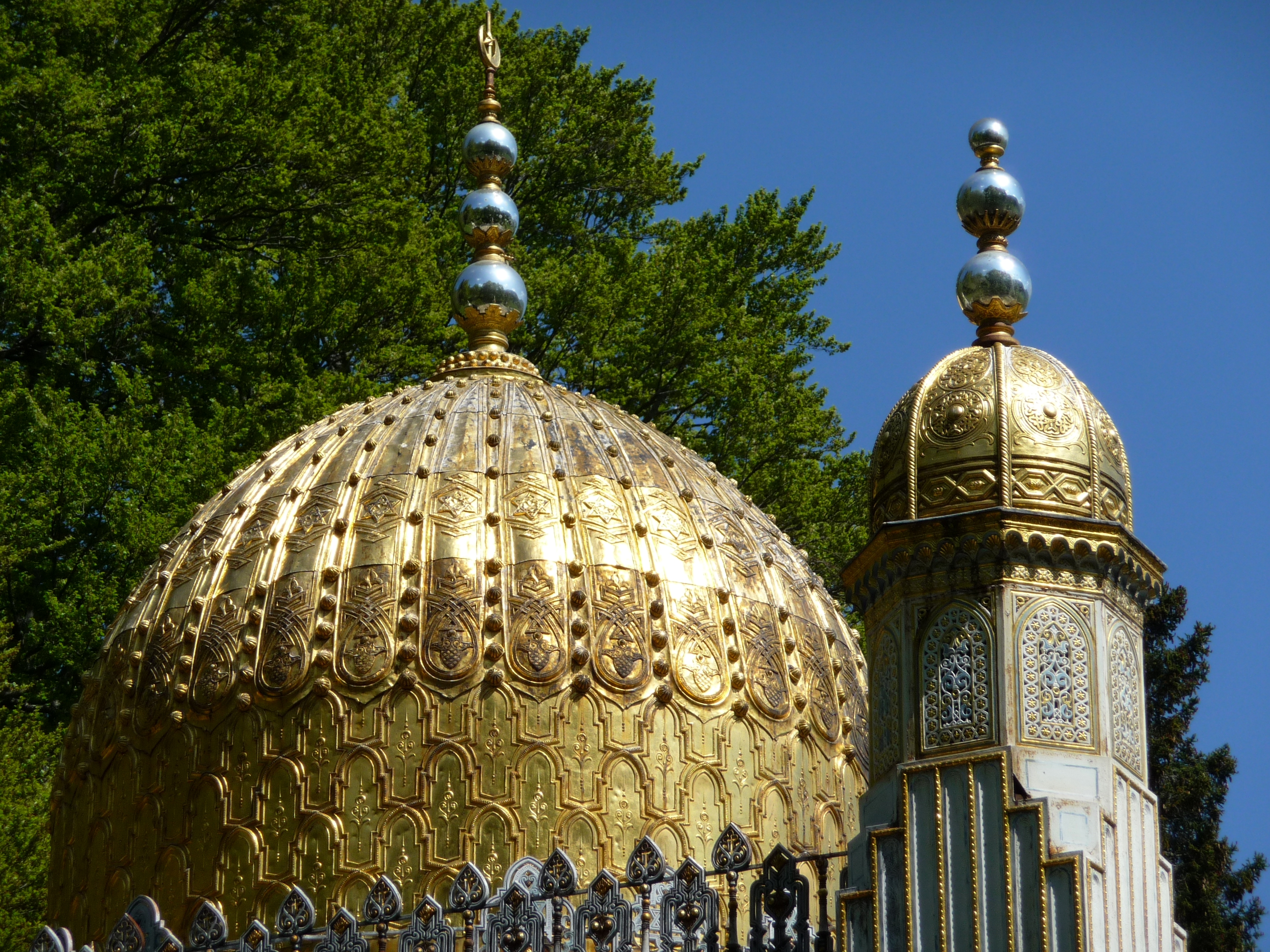
Acoperişul Chioşcului maur
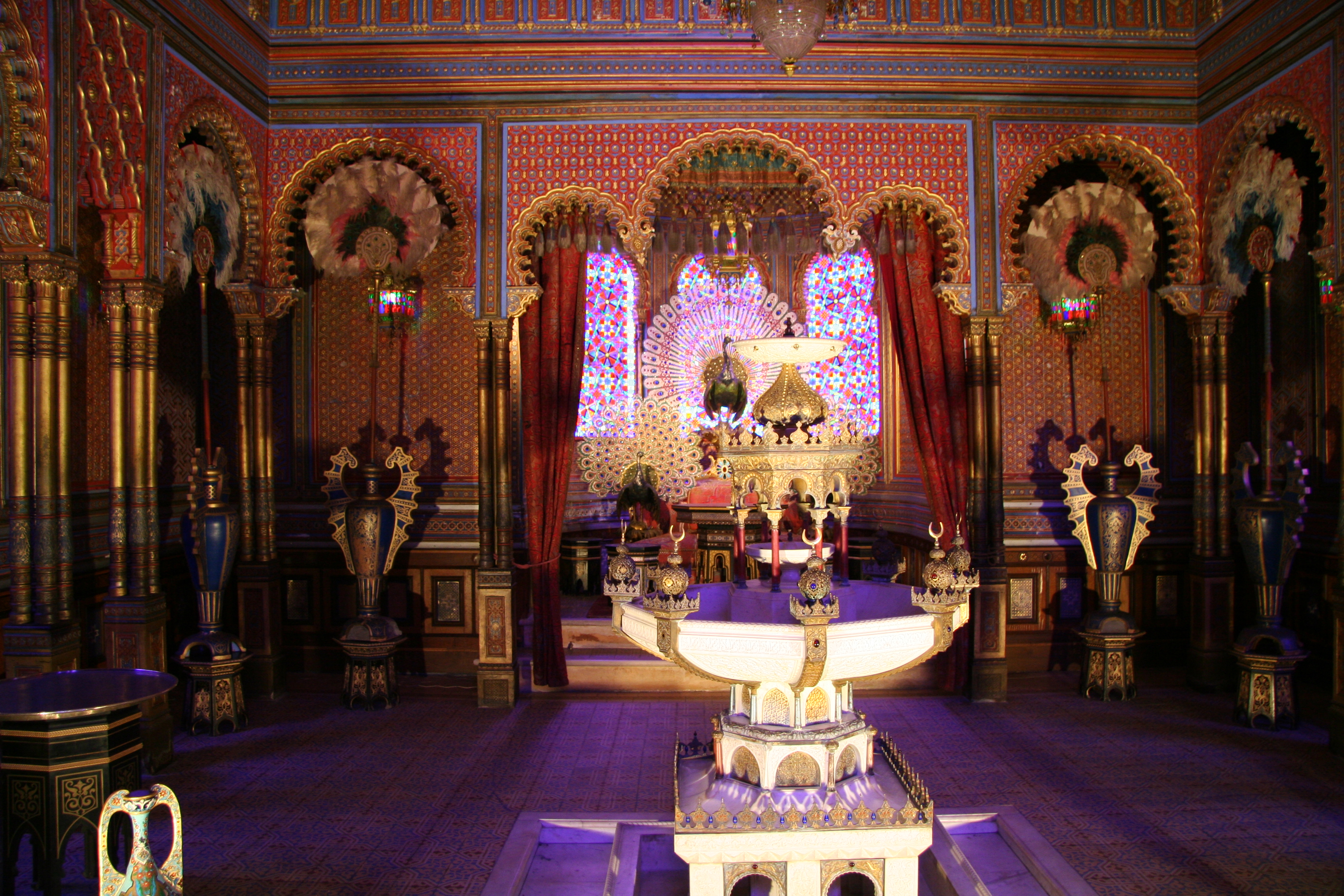
Interiorul Chioşcului maur (inaccesibil)
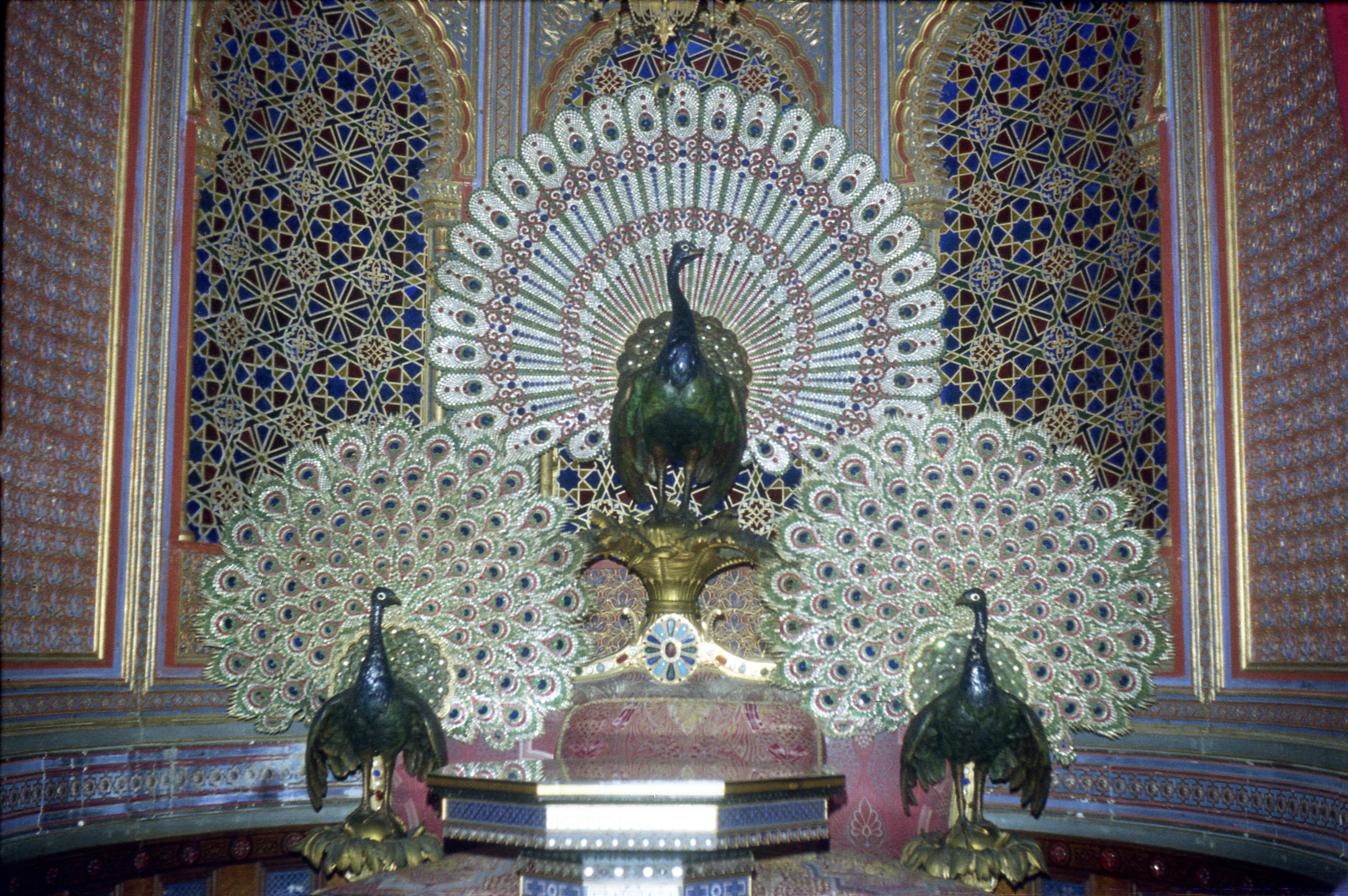
Tronul cu pene de păun din interior